# Кайдодеги
Кайдодеги, в верховьях Акан — река в России, протекает по территориям Муезерского городского поселения и Ледмозерского сельского поселения Муезерского района Карелии. Длина реки — 24 км.
Река берёт начало в безымянном озере на высоте 231,9 м над уровнем моря. Далее, протекая озеро Акан и несколько других безымянных озёр, река течёт в северном направлении. Затем, после впадения в озеро Кайдаярви, река устремляется в направлении на северо-восток. В 6,6 км от устья, по правому берегу реки впадает река Рысь.

Впадает в Тикшеозеро. Высота устья — 151,4 м над уровнем моря.
Населённые пункты на реке отсутствуют.

## Данные водного реестра
По данным государственного водного реестра России относится к Баренцево-Беломорскому бассейновому округу, водохозяйственный участок реки — Кемь от Юшкозерского гидроузла до Кривопорожского гидроузла. Речной бассейн реки — бассейны рек Кольского полуострова и Карелии, впадает в Белое море.